# جامعة ماربورغ
جامعة ماربورغ، وتعرف رسميا باسم جامعة فيليب في ماربورغ (بالألمانية: Philipps-Universität Marburg)‏، هي جامعة ألمانية أنشأها في 1 يوليو 1527 فيليب الأول لاندغراف هسن، لتكون أول جامعة ذات خلفية بروتستانتية في العالم.
كانت جامعة ماربورغ هي أهم جامعات إمارة هسن، وهي اليوم إحدى الجامعات الحكومية في تلك الولاية. ليس للجامعة حرم جامعي موحد، ويدرس بها اليوم حوالي 26 ألف طالب، ويعمل بها قرابة 7500 شخص، وهو ما يجعل مدينة صغيرة مثل ماربورغ (التي لا يزيد تعداد سكانها عن 80 ألف نسمة) مدينة متمركزة حول جامعتها. تعرف جامعة ماربورغ بأنها تضم واحدة من أشهر وأهم الكليات الطبية في ألمانيا، وما زال اتحاد الأطباء الألمان يسمى «رابطة ماربورغ». ويحظى قسم علم النفس بالجامعة أيضاً بسمعة دولية مرموقة، ومن المعروف أن أول كرسي أستاذية لعلم الكيمياء في العالم تأسس سنة 1609 في جامعة ماربورغ.

## من أبرز خريجيها وأساتذتها
- إميل فون بهرنغ
- كارل فرديناند براون
- روبرت بنسن
- فرانتس كونيغ
- أدولف بوتنانت
- هانس فيشر
- أوتو هان
- ألبرشت كوسل
- أوتو لوفي
- لودفيغ موند
- ألفريد فاجنر
- جورج فيتيغ
- كارل تزيغلر
- رودولف بولتمان
- إرنست كاسيرر
- لودفيغ أشوف
- هانز-جورج جادمير
- مارتن هايدغر
- حنة آرندت

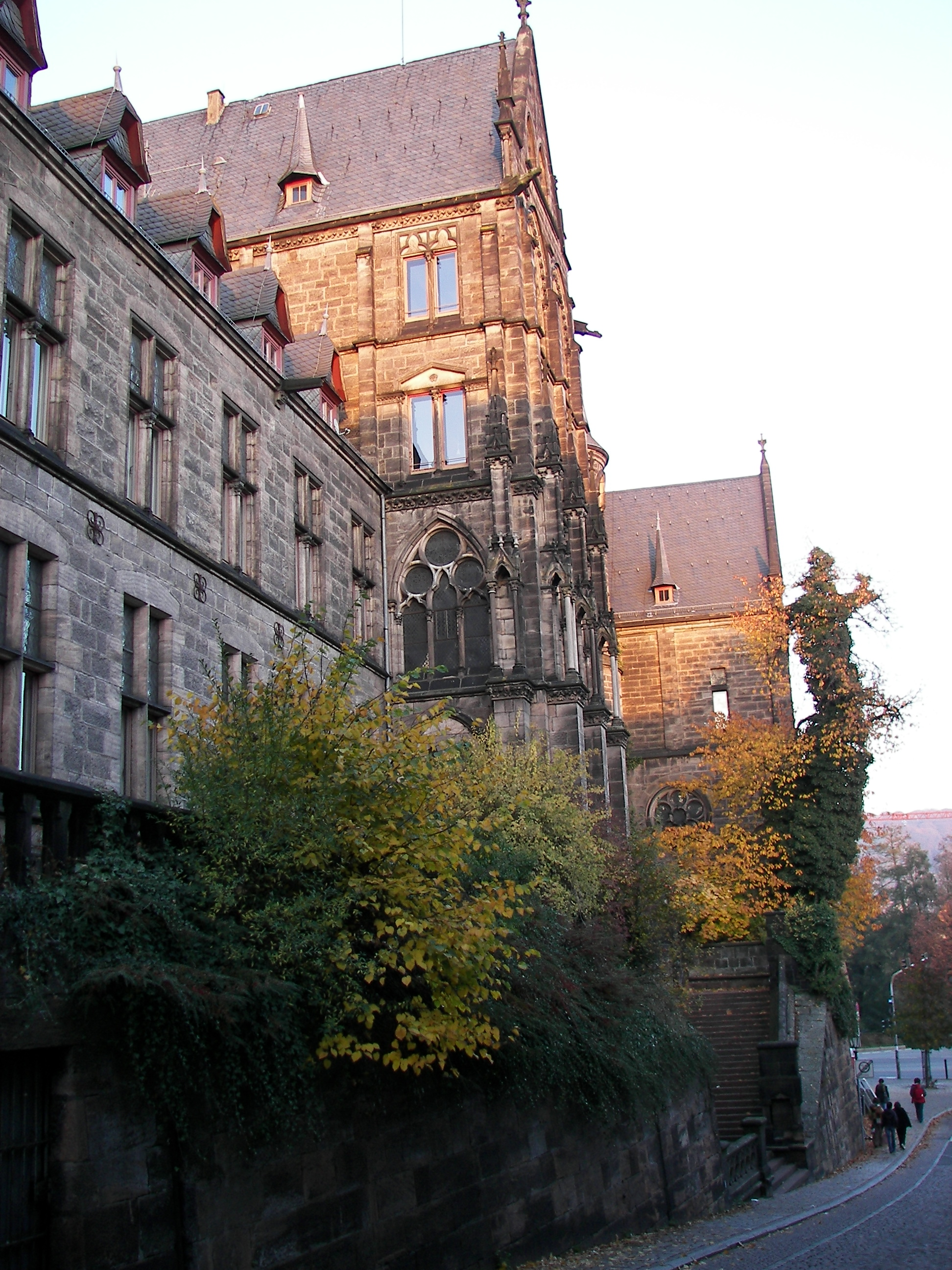
جانب من مباني الجامعة القديمة

- ت. س. إليوت (التحق بالدراسة الصيفية في ماربورغ ولكنه اضطر إلى مغادرتها في أغسطس 1914 نتيجة اندلاع الحرب العالمية الأولى)
- الأخوان غريم
- غوستاف هاينيمان
- ميخائيل لومونوسوف
- بوريس باسترناك
- أنا ماري شيمل
- ليو شتراوس

## العلوم التي تدرس بالجامعة
- التشريع
- الاقتصاد
- الفلسفة
- علم الأعراق الأوروبية
- العلوم السياسية
- علم الاجتماع
- الدراسات الدينية
- دراسات السلام والنزاعات
- علم النفس
- علم اللاهوت البروتستانتي
- علم اللاهوت الكاثوليكي
- التاريخ
- علم الآثار

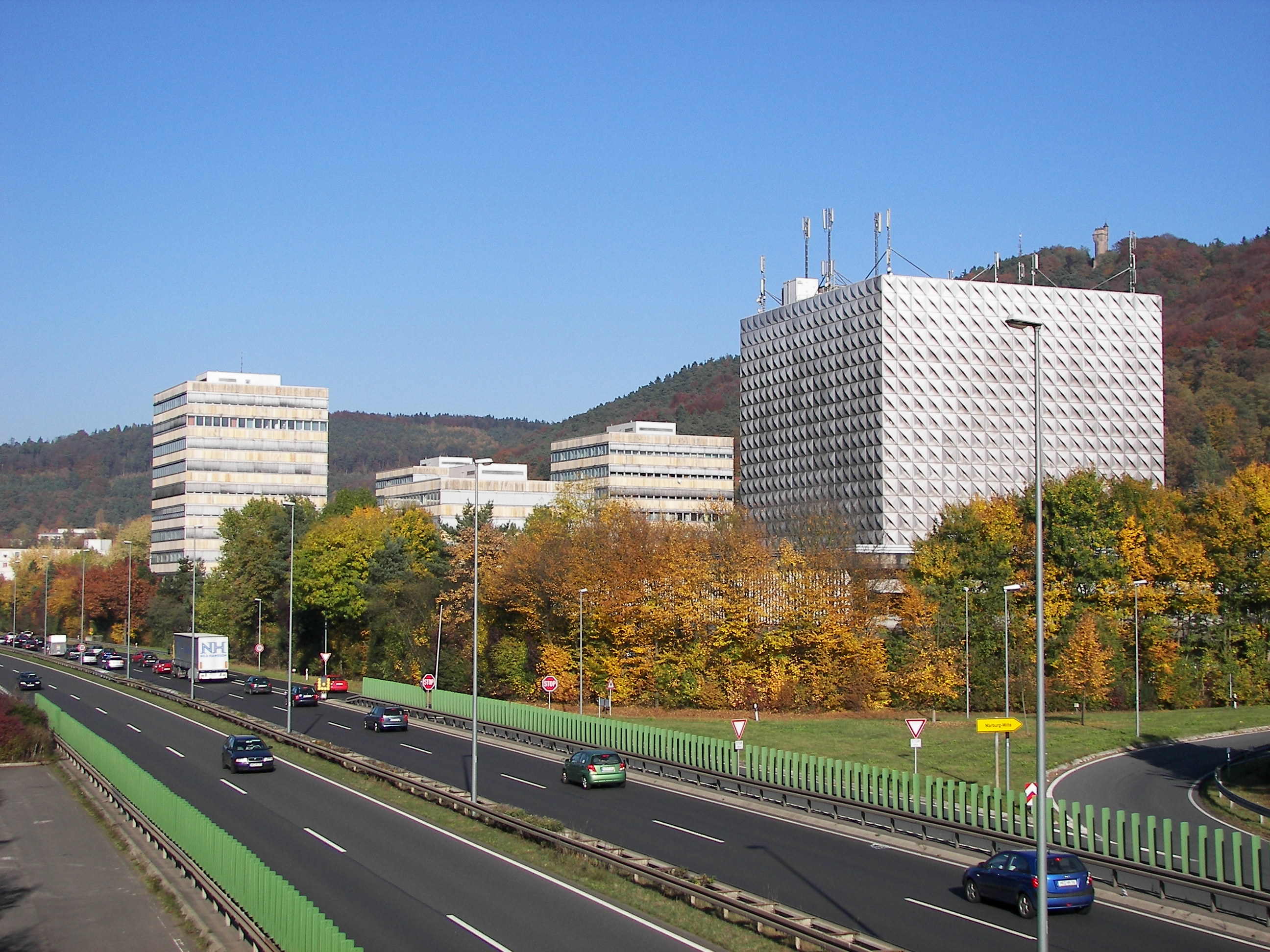
مبنى قسم العلوم الاجتماعية والمكتبة الجامعية

- الدراسات الصينية (نقلت إلى جامعة يوهان فولفغانغ فون غوته)
- الدراسات الألمانية
- تاريخ الفن
- تصميم الجرافيك
- الدراسات الإنجليزية، الدراسات الأمريكية
- التقنية اللغوية
- اللغة الإغريقية القديمة والكوينية (لغة العهد الجديد).
- اللغة اللاتينية الكلاسيكية والوسيطة
- الدراسات الشرقية (الاستشراق)، الدراسات الهندية، الدراسات التبتية
- علم اللغويات المقارن
- الدراسات الكلتية
- اللغات الرومانسية وآدابها (الفرنسية، الإيطالية، الإسبانية، القطالونية، البرتفالية)
- اللغات السلافية وآدابها (نقلت إلى جامعة غيسين)
- الرياضيات
- علوم الحاسب
- الفيزياء
- الكيمياء
- علم الصيدلة
- علم الأحياء
- الجيولوجيا
- الجغرافيا
- الطب
- طب الأسنان
- التربية

## وصلات خارجية
الموقع الرسمي للجامعة